# Kućni uređaji
Kućni uređaji su svi električni, elektronički ili električno-mehanički uređaji koji vrše neke od poslova ili funkcija u domaćinstvu, kao na primjer: pranje rublja, spremanje hrane ili čišćenje. Kućni uređaji dijele se na dvije kategorije: 
- Veliki uređaji ili bijela tehnika
- Mali uređaji

- Elektronika široke potrošnje ili smeđa tehnika

## Povijest
Dok su mnogi kućni uređaji postojali već stoljećima, samostalni uređaji s električnim ili plinskim napajanjem su jedinstveno američka inovacija koja se pojavila u 20. stoljeću. Razvoj tih aparata vezan je uz nestanak redovite domaće posluge i želju za smanjenjem količine vremena koje kućne obaveze zahtijevaju u težnji za više slobodnog vremena. Početkom 1900-ih, električni i plinski uređaji uključivali su strojeve za pranje, grijalice, hladnjake i šivaće strojeve. Izum Earla Richardsona, malene električne pegle, 1903. godine daje mali početni poticaj industriji kućanskih aparata. U ekonomskoj ekspanziji nakon Drugog svjetskog rata, kućna uporaba perilice posuđa i sušila za odjeću postala je dio su promjena prema praktičnosti.

## Bijela tehnika
Izraz „bijela tehnika” odnosi se na kućanske aparate koji se koriste u svakodnevnom životu, a često se izrađuju od bijelog ili svijetlog materijala, zbog čega su kategorizirani zajedno. Ovi uređaji služe raznim kućanskim potrebama, olakšavajući aspekte kućanstva poput kuhanja, čišćenja i održavanja odjeće. 
Primjeri bijele tehnike uključuju:
- Hladnjaci i zamrzivači
- Perilice rublja
- Perilice posuđa
- Pećnice i mikrovalne pećnice
- Ploče za kuhanje
- Uređaji za klimatizaciju
- Uređaji za čišćenje
- Mali kućanski aparati (toster, blender, aparat za kavu...)

## Vanjske poveznice
- Končar kućni uređaji